# Franz Demuth
Franz Demuth (* 14. Februar 1895 in Hamburg; † 19. August 1971 in Berlin) war ein deutscher KPD- und SED-Funktionär, Redakteur und Widerstandskämpfer gegen das NS-Regime.

## Leben
Demuth, Sohn eines Kürschners, besuchte die Volksschule und absolvierte eine  kaufmännische Ausbildung. 1912 wurde er Mitglied der SPD. Von 1916 bis 1918 war er Soldat im Ersten Weltkrieg. 1917 trat er der USPD, 1918 dem Spartakusbund und 1919 der KPD bei. Ab November 1918 wirkte er als Stenograph in der Presseabteilung des Hamburger Arbeiter- und Soldatenrates sowie als persönlicher Sekretär von Heinrich Laufenberg. Von 1921 bis 1923 war er als Redaktionssekretär bei der Hamburger Volkszeitung, dann als Mitarbeiter der Orgabteilung der KPD-Zentrale in Berlin tätig. Von 1925 bis 1929 war er Sekretär der Reichstagsfraktion der KPD. 1929 war er Sekretär der kommunalpolitischen Abteilung des ZK der KPD und übernahm noch im selben Jahr die Leitung der Universum Bücherei für alle. 1932/33 war er Sekretär der Geschäftsleitung des Kosmos-Verlages. 

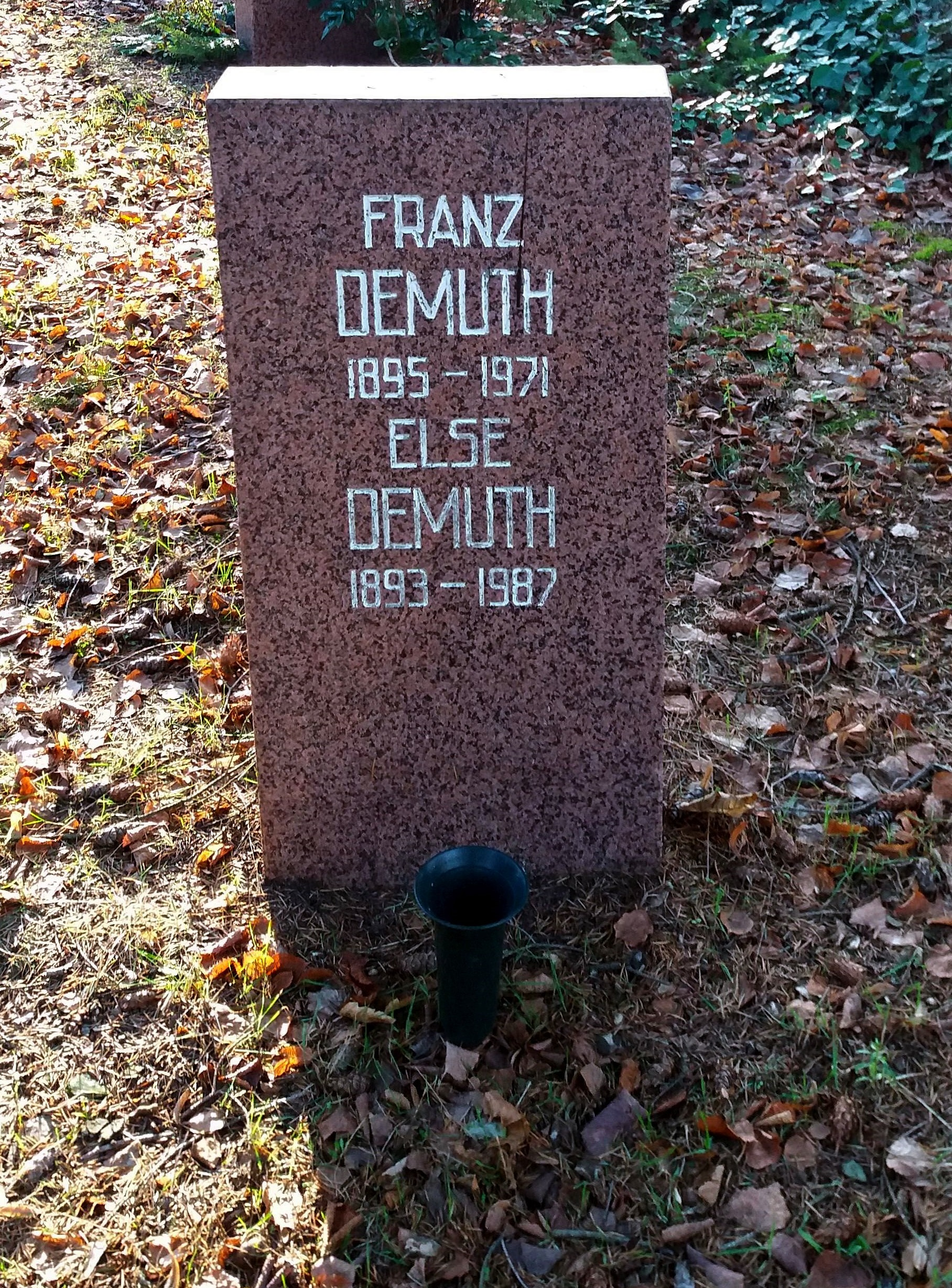
Grabstätte

Nach der „Machtergreifung“ der Nationalsozialisten beteiligte sich Demuth am Widerstand. Von März bis Oktober 1933 war er im KZ Sonnenburg inhaftiert. Nach seiner Entlassung baute er ein Kaffeevertriebssystem auf und war mit seiner Frau Else (geb. Töpfer, 1893–1987) in der Widerstandsgruppe um Anton Saefkow aktiv. Demuth wurde 1940 zur Wehrmacht eingezogen und war als Feldwebel in einer Berliner Dienststelle tätig. Von Mai bis Juli 1945 befand er sich in sowjetischer Kriegsgefangenschaft. 
Ab 1945 wieder Mitglied der KPD, ab der Zwangsvereinigung von SPD und KPD 1946 Mitglied der SED, leitete Demuth von 1945 bis 1952 das Büro des Präsidenten der Deutschen Zentralverwaltung für Land- und Forstwirtschaft, Edwin Hoernle, bzw. war dort Leiter der Schulungsabteilung. Anschließend war er bei der Entwicklung des Berliner Verlages beteiligt und wirkte als Redakteur der Wochenpost und der Zeitschrift Bild der Zeit. Von 1958 bis 1967 war er Mitglied der Zentralen Revisionskommission der SED. 
Seine Urne wurde in der Grabanlage Pergolenweg des Berliner Zentralfriedhofs Friedrichsfelde beigesetzt, wo auch seine Frau Else bestattet ist.

## Auszeichnungen
- Banner der Arbeit (1960)
- Vaterländischer Verdienstorden in Gold (1970)